# Zographetus dzonguensis
Zographetus dzonguensis — вид денних метеликів родини головчаків (Hesperiidae). Описаний у 2021 році.

## Поширення
Ендемік Індії. Відомий лише у типовому місцезнаходженні — Верхній Дзонгу в селі Нампрікданг в окрузі Північний Сіккім у штаті Сіккім на сході країни.